# Jü-ču šan
Jü-ču šan nebo Yuzhu Peak (čínsky 玉珠峰), také známý jako Sob Gangri je hora v provincii Čhing-chaj v Číně. Nachází se ve východní části pohoří Kchun-lun-šan (pohoří Bokalyktag, 博卡雷克塔 格 山) a má nadmořskou výšku 6224 metrůnad mořem.
Horu lze vidět z čínské národní silnice číslo 109 nebo z železniční tratě Golmud–Lhasa, která vede severně a západně od hory. Hora je relativně snadno přístupná.

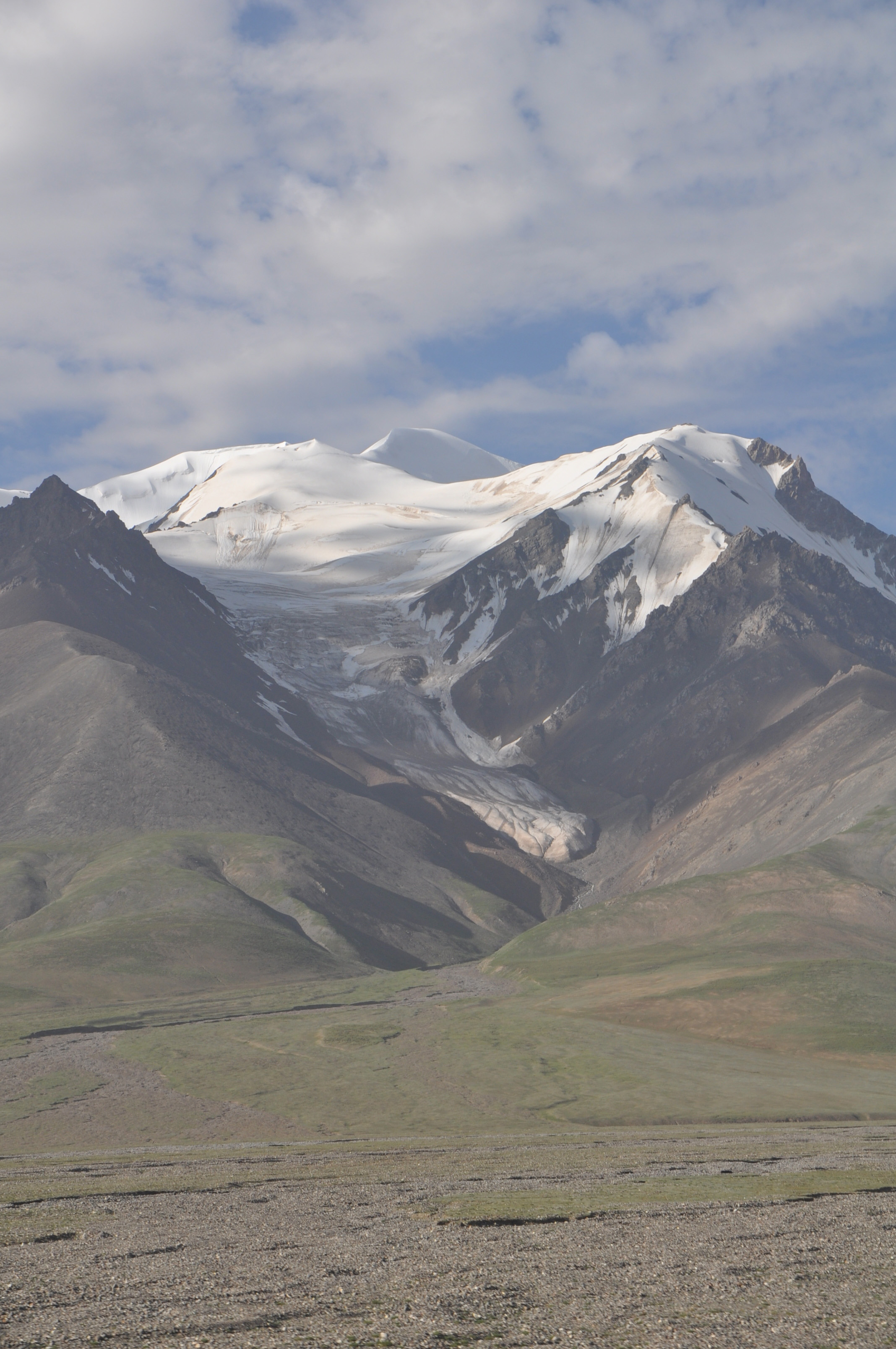
Jü-ču šan ze železnice Golmud - Lhasa